# Richard Harris
Richard Harris (născut Richard St. John Harris; n. 1 octombrie 1930, Limerick, Munster⁠(d), Irlanda – d. 25 octombrie 2002, Greater London, Anglia, Regatul Unit) a fost un actor irlandez de film, cântăreț, producător de teatru, regizor de film și scriitor. A fost căsătorit cu 	Elizabeth Rees-Williams (1957–1969), respectiv Ann Turkel (1974–1982). E cunoscut pentru rolurile sale ca: comisarul Maigret, King Arthur în Camelot (1967), ca Oliver Cromwell în Cromwell (1970) respectiv ca Albus Dumbledore în Harry Potter - Piatra Filozofală (2001) și Harry Potter și Camera Secretelor (2002), ultimul său film din păcate. A mai jucat și rolul unui aristocrat britanic în A Man Called Horse (1970), rolul unui pistolar în Necruțătorul (1992), regizat de Clint Eastwood și împăratul Marcus Aurelius în Gladiator (2000).
În 1991 a fost nominalizat ca Cel mai bun actor la Oscar și la Globul de Aur, pentru rolul "Bull" McCabe din filmul Câmpul dragostei, în regial lui Jim Sheridan.

## Filmografie selectivă
- 1959 Misterul vasului Mary Deare (The Wreck of the Mary Deare), regia Michael Anderson
- 1961 Tunurile din Navarone (The Guns of Navarone), regia J. Lee Thompson
- 1962 Revolta de pe Bounty (Mutiny on the Bounty), regia Lewis Milestone
- 1963 Viața sportivă (This Sporting Life), regia Lindsay Anderson
- 1964 Deșertul roșu (Il Deserto rosso), regia Michelangelo Antonioni
- 1965 Eroii de la Telemark (The Heroes Of Telemark), regia Anthony Mann
- 1970 Cromwell, regia Ken Hughes
- 1970 Un om numit cal (A Man Called Horse), regia Elliot Silverstein
- 1971 Un om în sălbăticie (Man in the Wilderness), regia Richard C. Sarafian
- 1976 Cassandra Crossing (The Cassandra Crossing), regia George Pan Cosmatos
- 1992 Necruțătorul (Unforgiven), regia Clint Eastwood
- 1997 Simțul Smillei pentru zăpadă (Smilla's Sense of Snow), regia Bille August
- 1998 Bărbierul din Siberia (Sibirskiy tsiryulnik), regia Nikita Mikhalkov
- 2000 Gladiatorul (Gladiator), regia Ridley Scott
- 2001 Harry Potter și Piatra Filozofală (Harry Potter and the Sorcerer's Stone), regia Chris Columbus
- 2002 Contele de Monte Cristo (The Count of Monte Cristo), regia Kevin Reynolds
- 2002 Harry Potter și Camera Secretelor (Harry Potter and the Chamber of Secrets), regia Chris Columbus – postum
- 2004 The Pearl, regia Alfredo Zacarías – postumo

## Legături externe
- Richard Harris la Internet Movie Database